# مویسز ویل
مویسز ویل (به اسپانیایی: Moisés Ville) یک منطقهٔ مسکونی در آرژانتین است که در San Cristóbal Department واقع شده‌است. مویسز ویل ۲۹۱ کیلومتر مربع مساحت و ۲٬۴۲۵ نفر جمعیت دارد و ۸۳ متر بالاتر از سطح دریا واقع شده‌است.